# Маленький Белый дом
Маленький Белый дом (англ. Little White House) — дом-музей. Этот дом был местом уединения Франклина Д. Рузвельта, 32-го президента США, расположен в историческом районе Уорм-Спрингс, штат Джорджия. Рузвельт впервые приехал в Уорм-Спрингс (ранее известный как Буллохвилл) в 1924 году для лечения от полиомиелита; ему настолько понравился этот район, что он построил дом в соседнем городе Пайн-Маунтин. Строительство дома было завершено в 1932 году. Рузвельт сохранил дом после того, как стал президентом — использовал его как резиденцию президента. Он умер там 12 апреля 1945 года, через три месяца после начала своего четвёртого президентского срока. Дом был открыт для публики как музей в 1948 году. Главной достопримечательностью музея является портрет, который художница Елизавета Шуматова рисовала, когда Рузвельт умер, теперь известный как «Незаконченный портрет». Он висит рядом с законченным портретом, работу над которым Шуматова завершила позже по наброскам и по памяти.

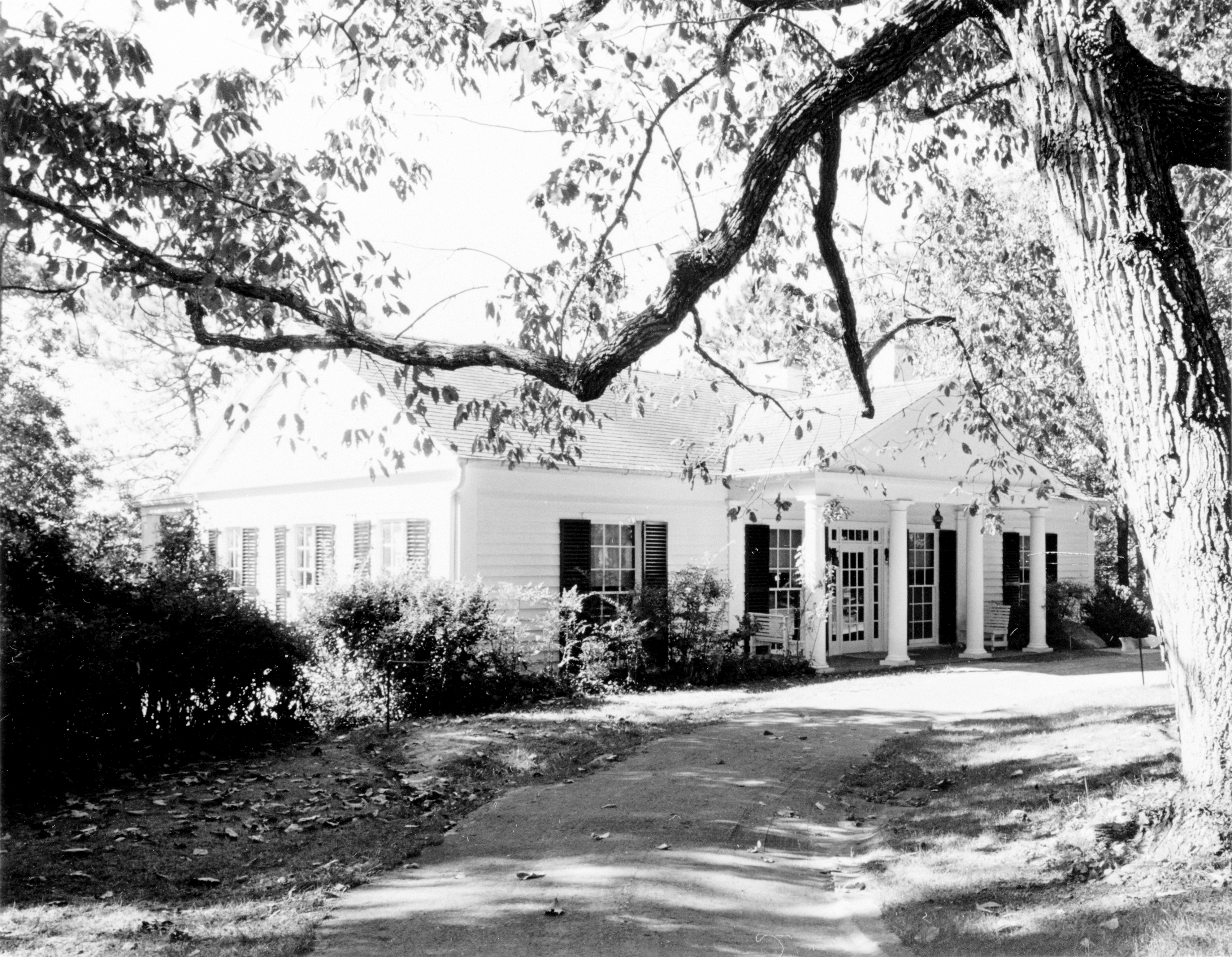
Фотография Маленького Белого дома, сделанная в обзоре исторических зданий Америки.

## История

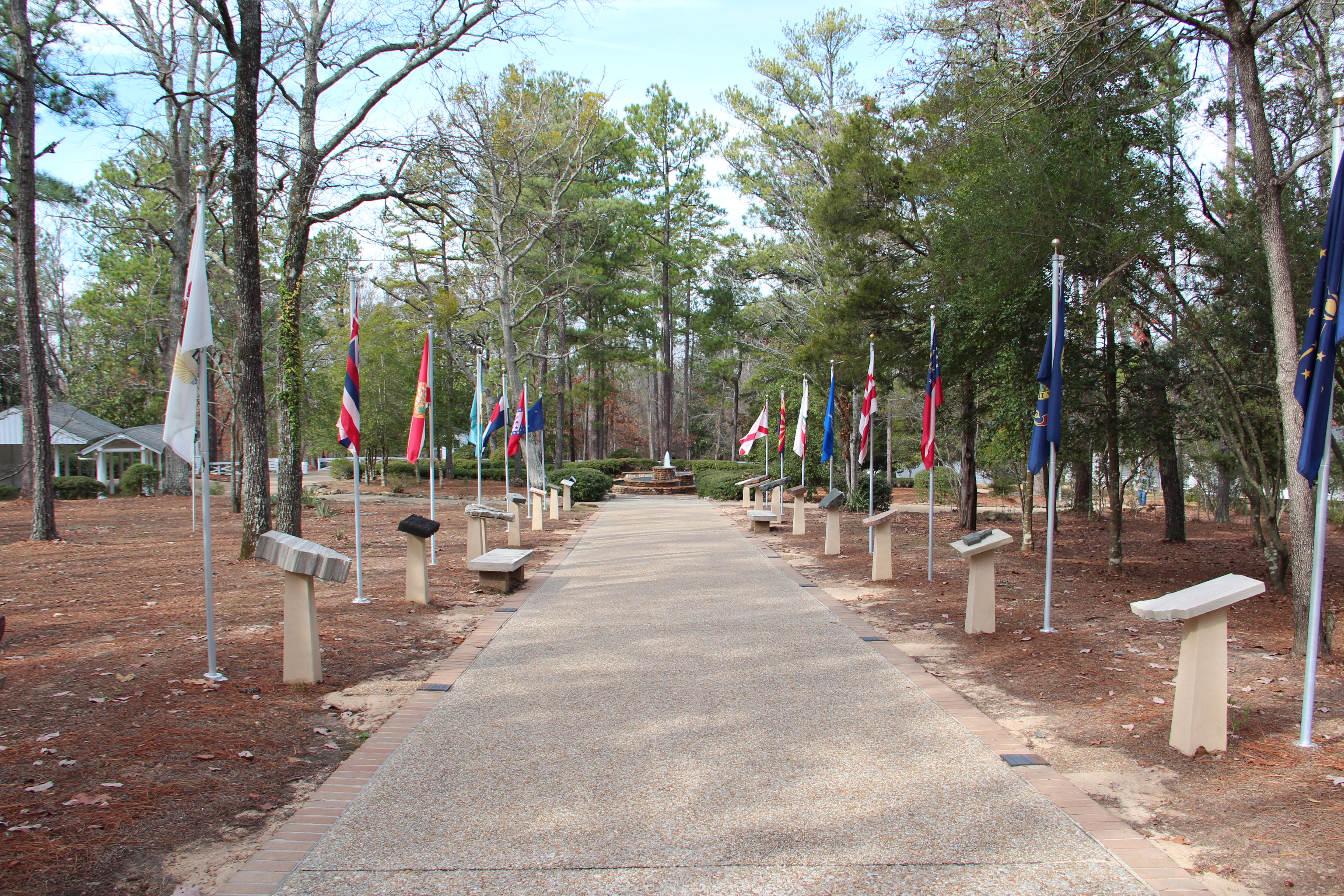
Дорожка с флагами Маленького Белого дома

Жители Джорджии, особенно Саванны, начали проводить каникулы в Буллохвилле в конце XVIII века, чтобы спастись от жёлтой лихорадки; также их привлекало количество тёплых источников в окрестностях. В конце XIX века путешествие к тёплым источникам было желанным способом сбежать из Атланты. Путешествуя по железной дороге в Дюран, люди отправлялись в Буллохвиль. Одним из мест, которое от этого выиграло, была гостиница «Мериуэзер». Как только автомобиль стал популярным в начале XX века, туристы начали ездить в другие места, что привело к упадку гостиницы.

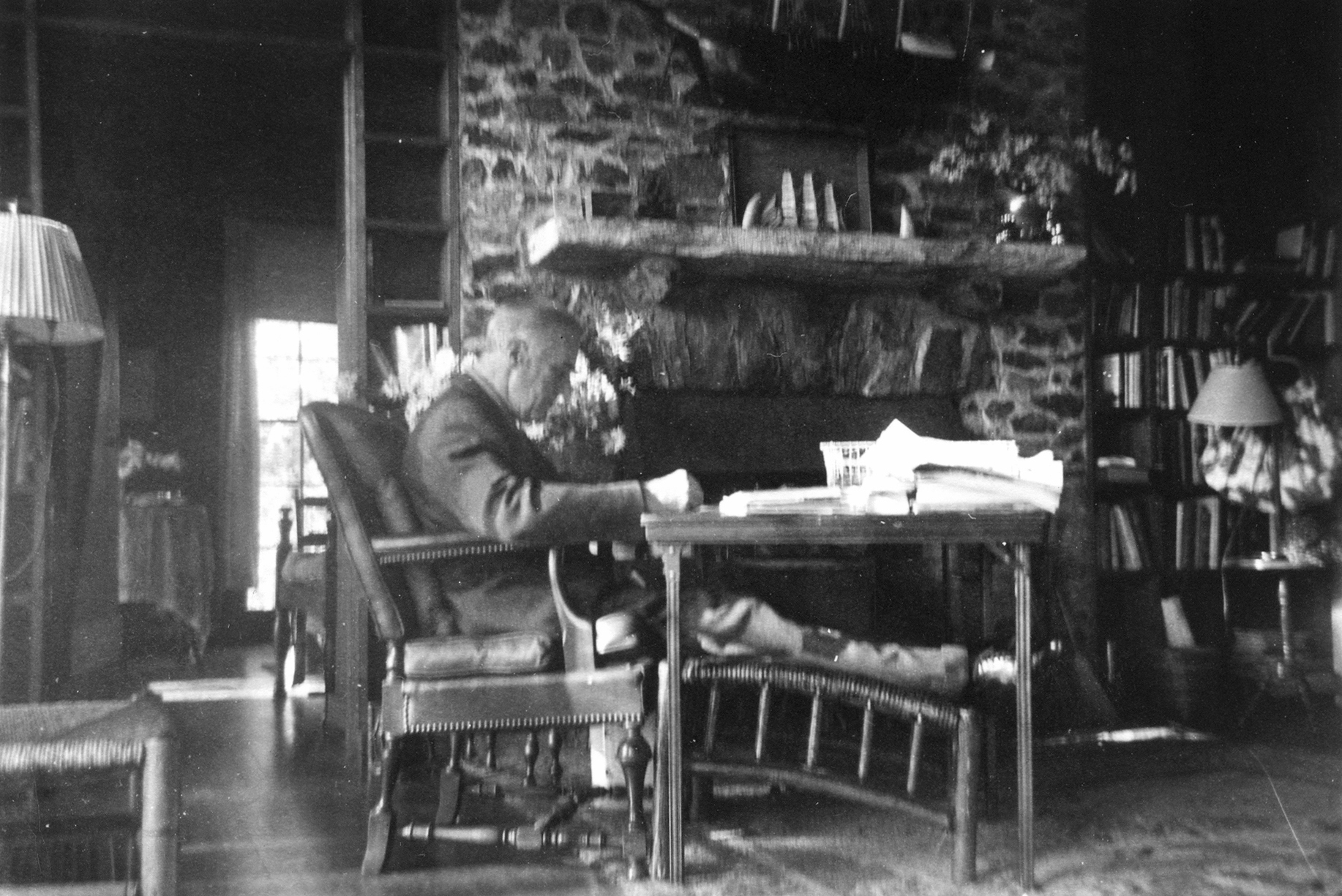
Рузвельт за своим рабочим столом возле очага в «Маленьком Белом доме» в Уорм-Спрингс, штат Джорджия

В 1921 году 39-летнему Рузвельту был поставлен диагноз полиомиелит. Облегчало боль президенту погружение в тёплую воду, купание и физические упражнения. Впервые он приехал в Уорм-Спрингс в октябре 1924 года. Он прибыл на курорт в городе, где был постоянный природный источник 31 °C, но главный дом был описан как «ветхий». Рузвельт купил курорт и прилегающую к нему ферму площадью 1700 акров (6,9 км²) в 1927 году (курорт стал известен как Институт реабилитации Рузвельта Уорм-Спрингс). Пять лет спустя, в 1932 году, после первой победы на президентских выборах, он приказал построить на этом участке шестикомнатный сосновый дом. Этот дом был его убежищем на протяжении всего его президентства и стал известен как Маленький Белый дом. В общей сложности за время своего президентства он совершил 16 поездок, обычно проводя по две-три недели, так как поездка поездом из Вашингтона в Уорм-Спрингс занимала день.
Маленький Белый дом — это шестикомнатная структура в стиле колониального возрождения, сделанная из сосны. Три комнаты были спальнями: одна для Рузвельта, одна для его жены Элеоноры и одна для его личного секретаря. Остальные комнаты были прихожей, гостиной и кухней. Доступ к Маленькому Белому дому осуществлялся по грунтовой дороге, которая сейчас сохранилась только частично. В 1932 году было построено помещение для прислуги, за ним последовал одноэтажный каркасный коттедж, который служил гостевым домом в 1933 году, и, наконец, коттедж Джорджии Уилкинс в 1934 году. Семья Уилкинсов была первоначальными владельцами собственности. Рузвельт использовал Маленький Белый дом как базу для замены политиков Джорджии, которые отказались следовать его политике. Это было особенно заметно в 1938 году, когда Рузвельт попытался заменить сенатора США Уолтера Джорджа сторонником Рузвельта, но потерпел неудачу, хотя оба они были демократами.
Вторая мировая война повлияла на время, проведённое Рузвельтом в Маленьком Белом доме. Единственным годом, когда он не поехал в Маленький Белый дом, был 1942 год, так как он был озабочен началом участия США в войне. Считается, что он отдыхал столько, сколько и в 1943—1945 годах в Маленьком Белом доме, потому что его настоящее увлечение — плавание по Атлантике, было слишком опасно во время войны, даже если это происходило только на внутренних водных путях, таких как Чесапикский залив или реки Потомак. Одним из важных изменений было то, что солдаты из Форт-Беннинг были размещены в Маленьком Белом доме для патрулирования лесов, окружающих ферму. Последняя поездка Рузвельта в Маленький Белый дом состоялась 30 марта 1945 года. Он чувствовал, что недостаточно отдыхает в своём доме в Гайд-парке. По словам некоторых наблюдателей из Уорм-Спрингс, Рузвельт выглядел «ужасно». В отличие от своих предыдущих посещений, он избегал посещения плавательного бассейна, которым пользовался, чтобы успокоиться в предыдущих поездках. 12 апреля 1945 года он позировал для портрета в Маленьком Белом доме, когда у него случился инсульт. Рузвельт умер через два часа от кровоизлияния в мозг.
Большая часть собственности Рузвельта была завещана Фонду Джорджии Уорм-Спрингс, который получил контроль над всеми объектами в 1948 году, за исключением коттеджа Джорджии Уилкинс, в котором Уилкинс жила до своей смерти в 1959 году. И Джон Ф. Кеннеди в 1960 году, и Джимми Картер в 1976 году использовали эту собственность для своих президентских кампаний.

## Текущее состояние
Сегодня Маленький Белый дом представляет собой часть системы государственных парков Джорджии и открыт для посетителей. Он сохранился в том виде, в котором он был в день смерти Рузвельта. Все постройки и обстановка являются оригинальными для дома. Среди экспонатов, помимо «Незаконченного портрета», — модифицированный кабриолет Ford 1938 года и дилижанс Рузвельта.
9 августа 2011 года коттедж Маккарти и коттедж Кертис, расположенные на территории института реабилитации Рузвельта Уорм-Спрингс, были уничтожены пожаром, который, по мнению исследователей, был вызван молниями.

## Галерея

### Маленький Белый дом

Поэтажный план
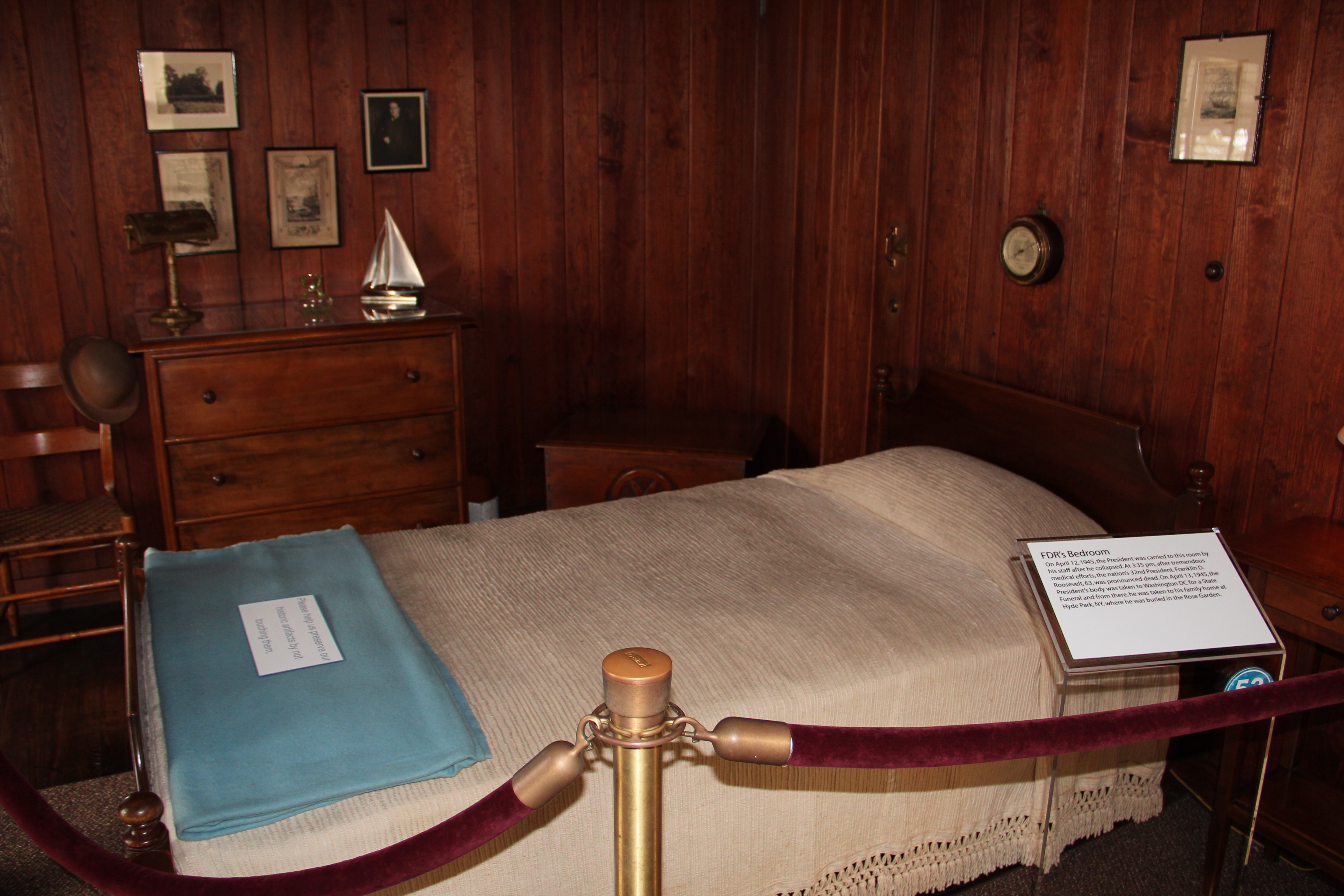
Спальня Рузвельта
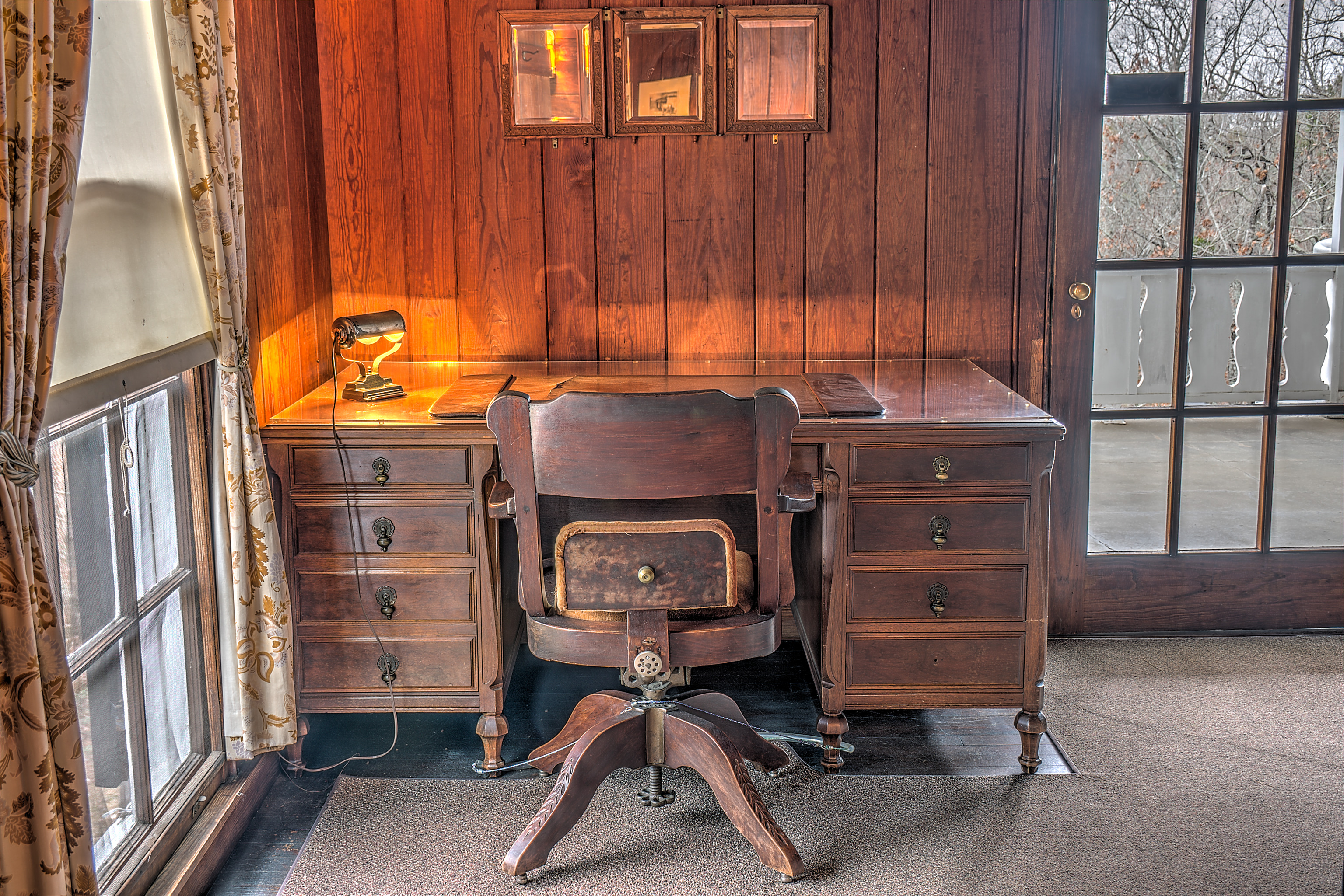
Стол президента
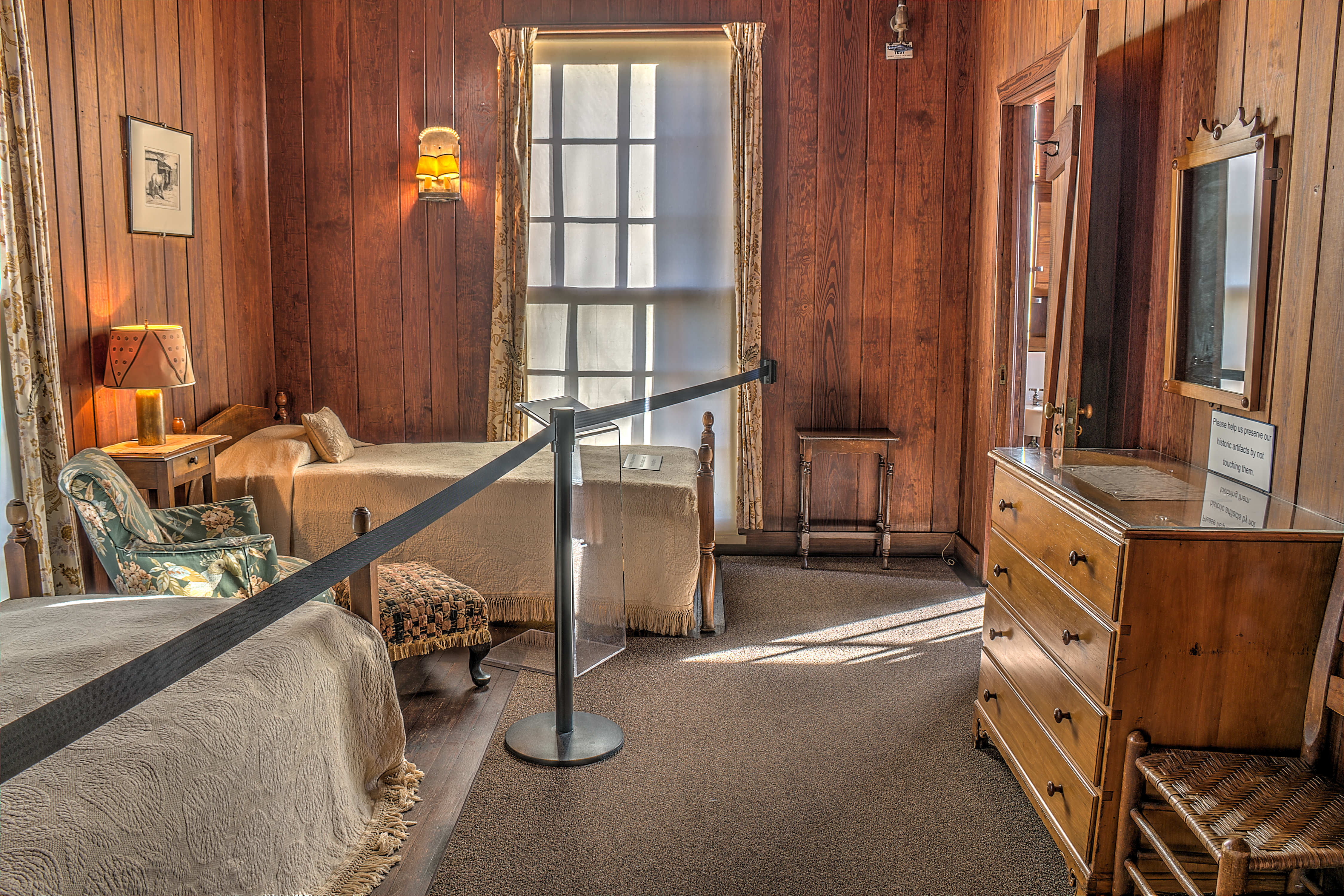
Спальня Элеоноры Рузвельт
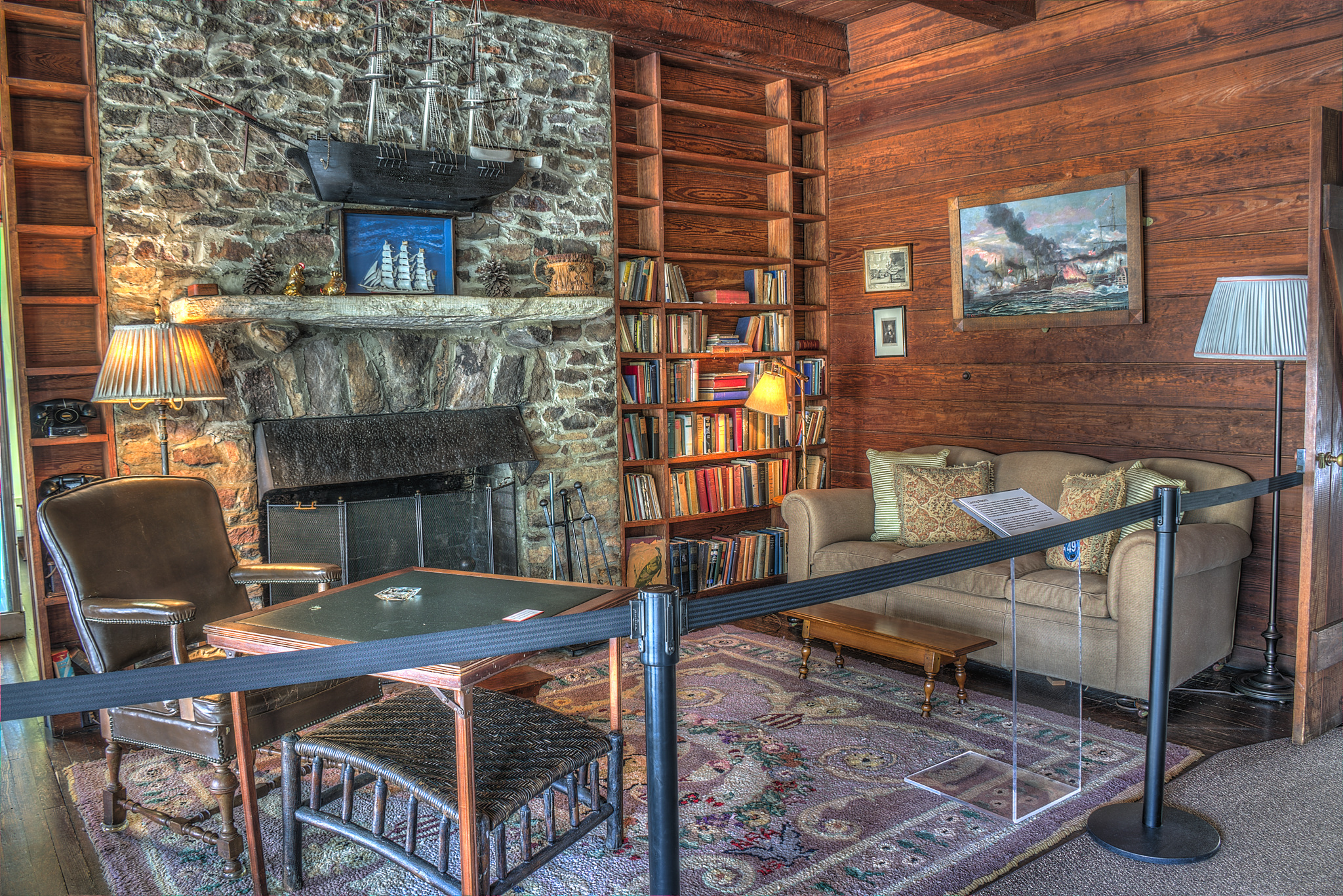
Гостиная
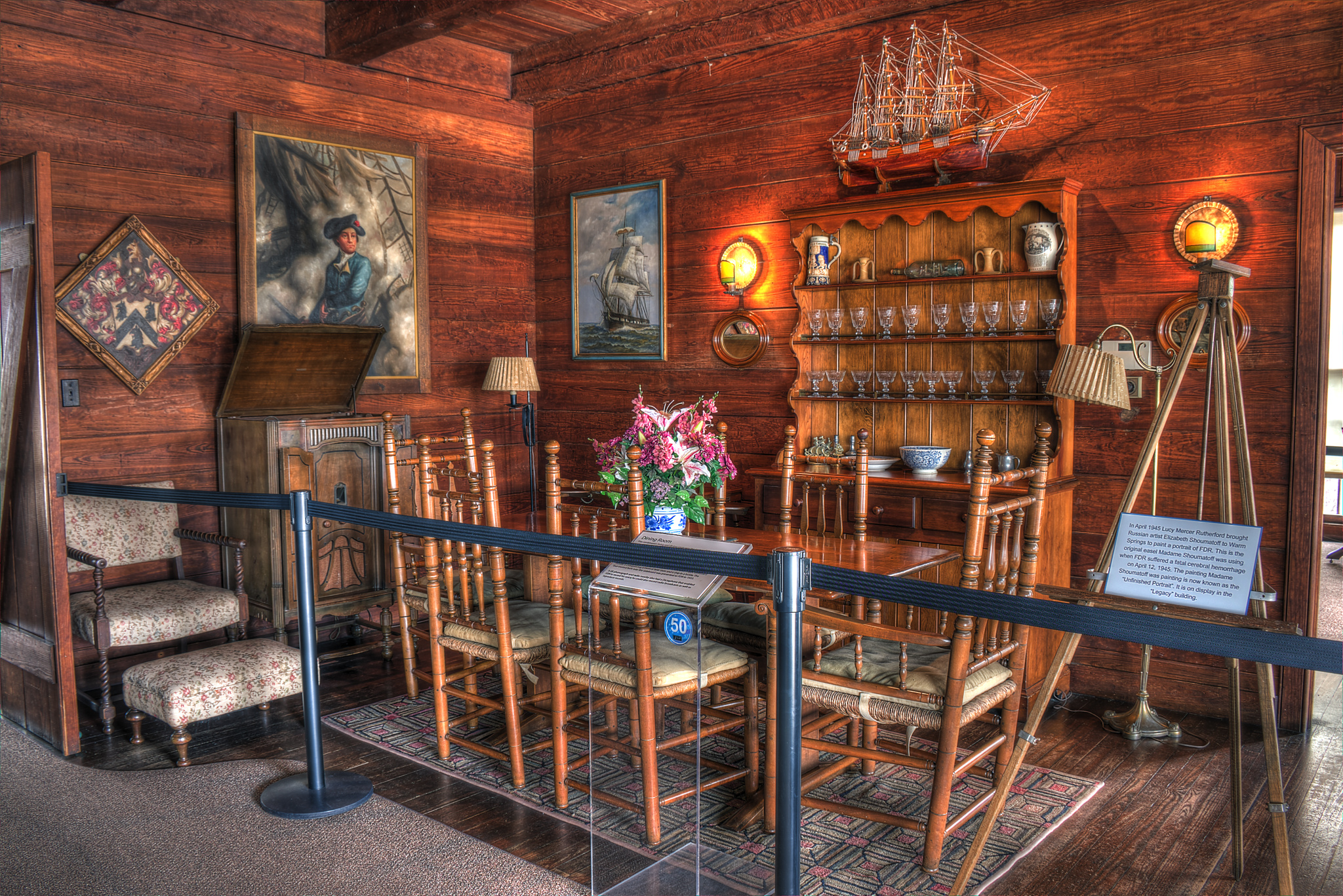
Столовая
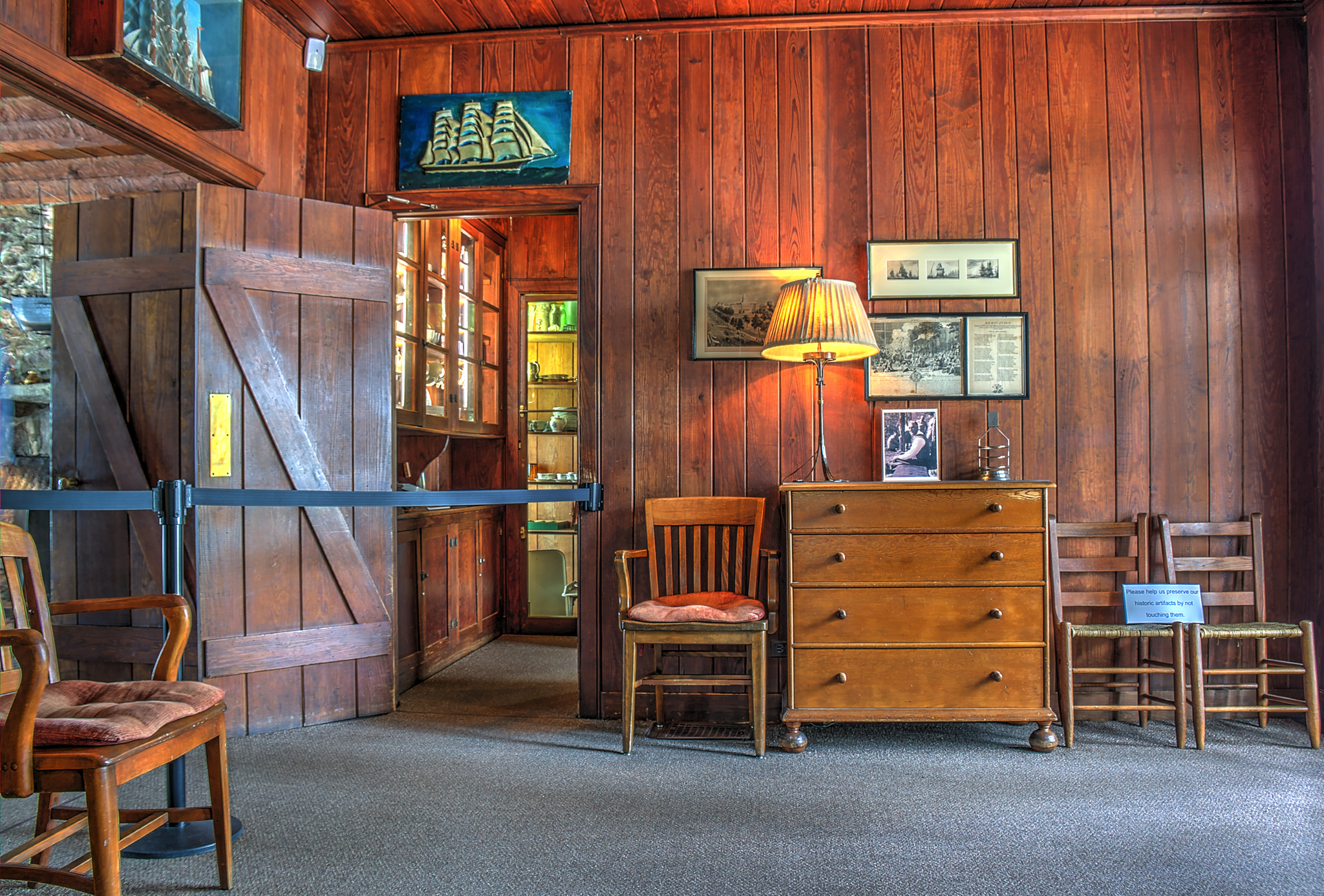
Вестибюль
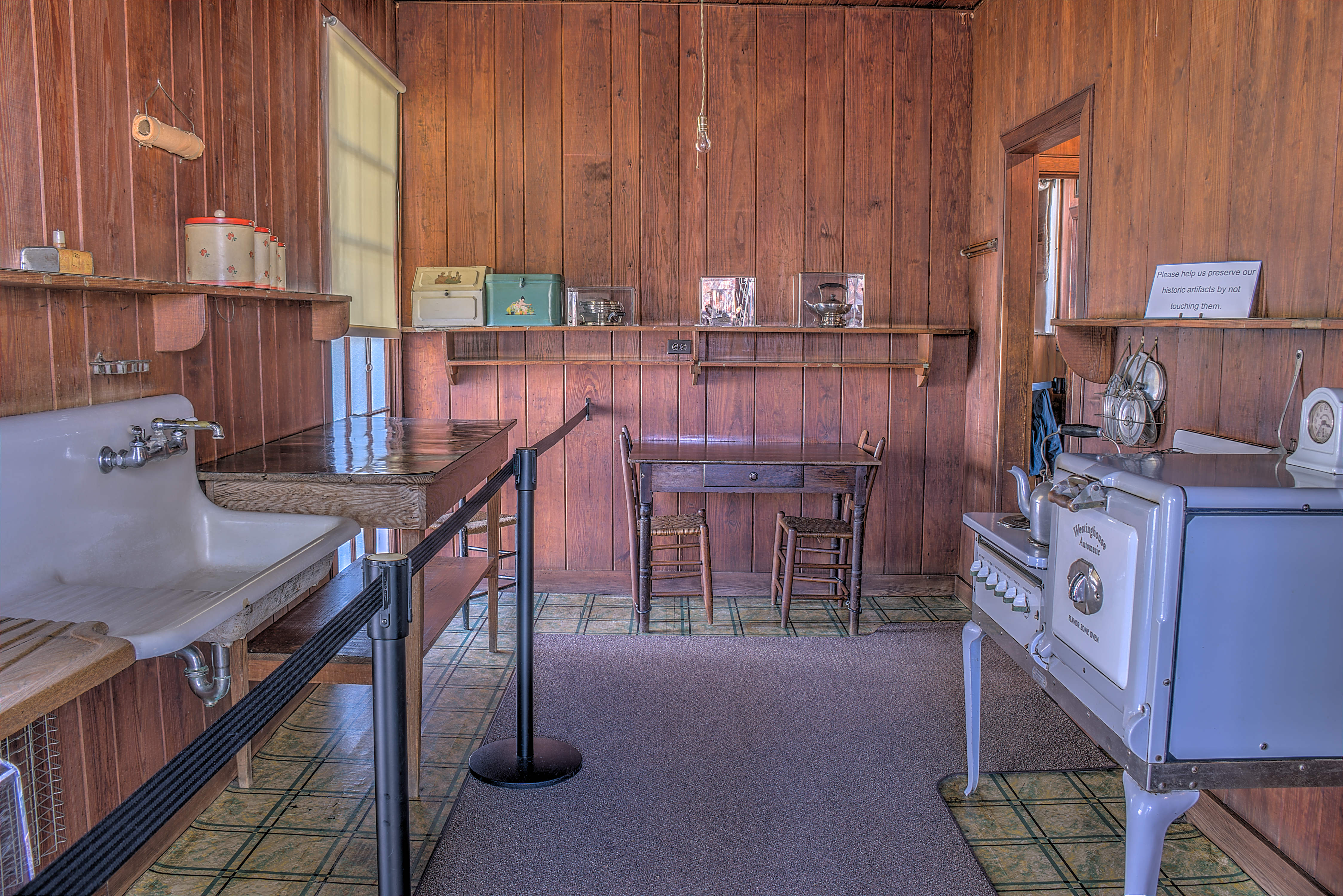
Кухня
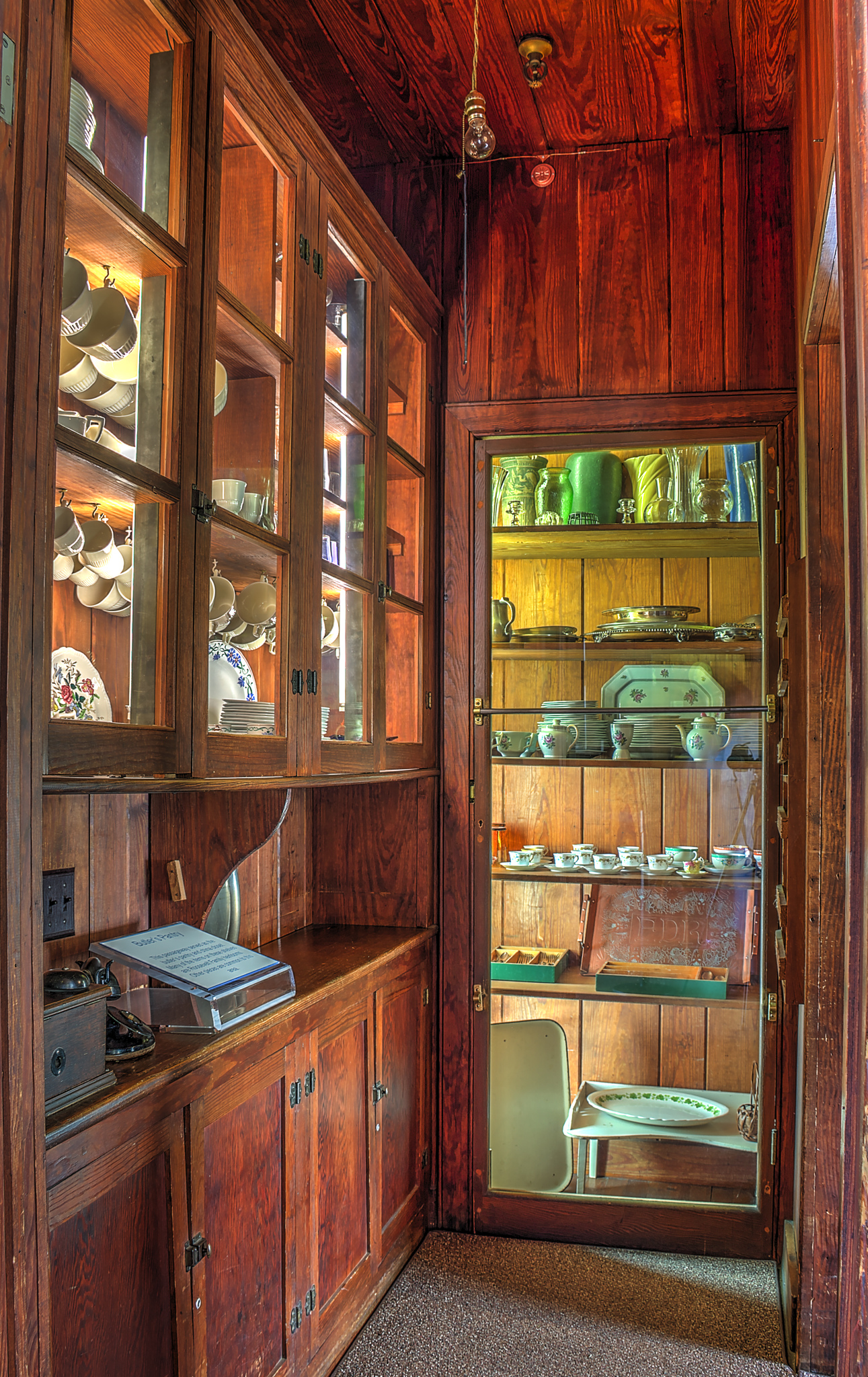
Кладовая дворецкого
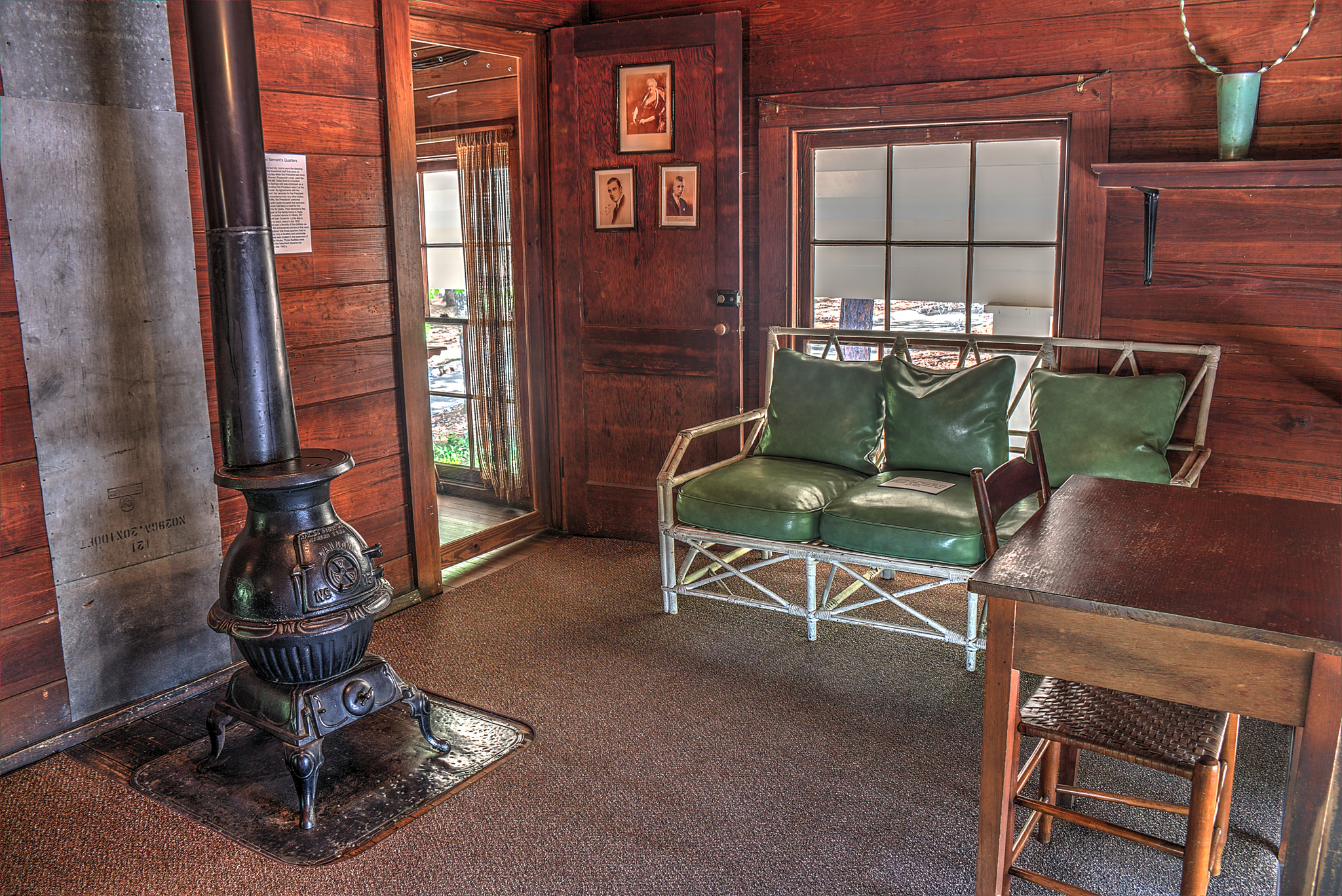
Комната прислуги
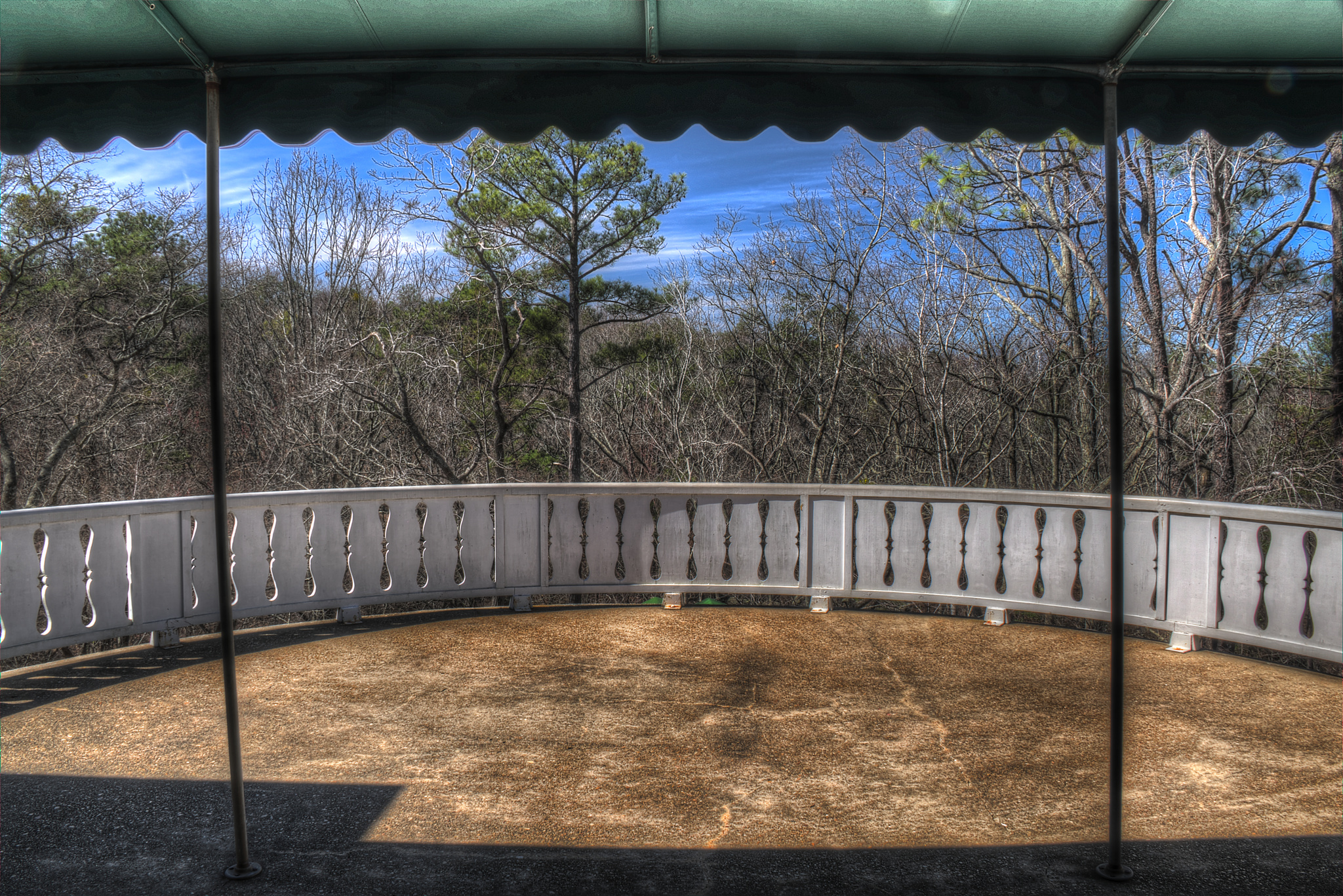
Маленький Белый дом

### Мемориальный музей

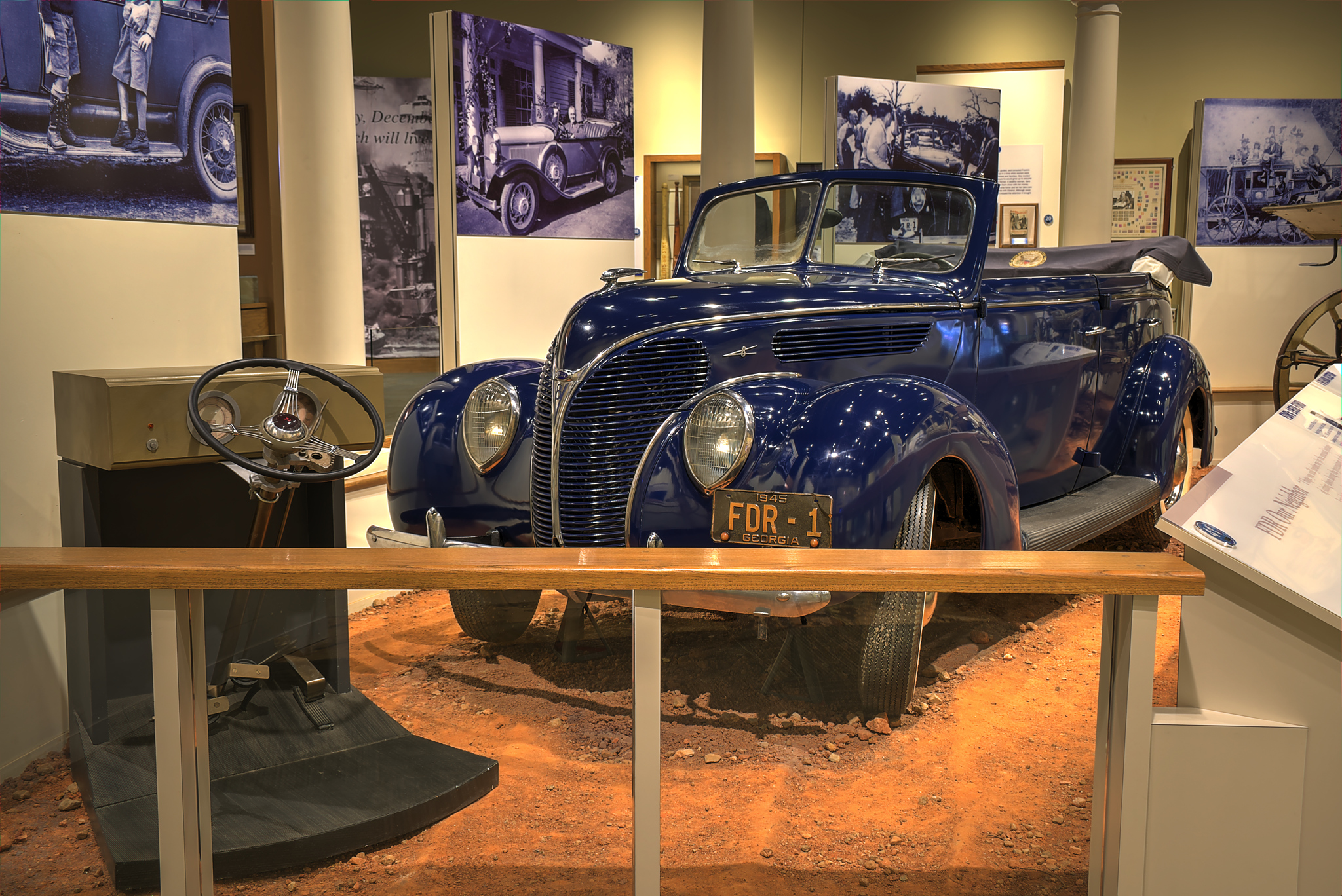
Форд 1938 года
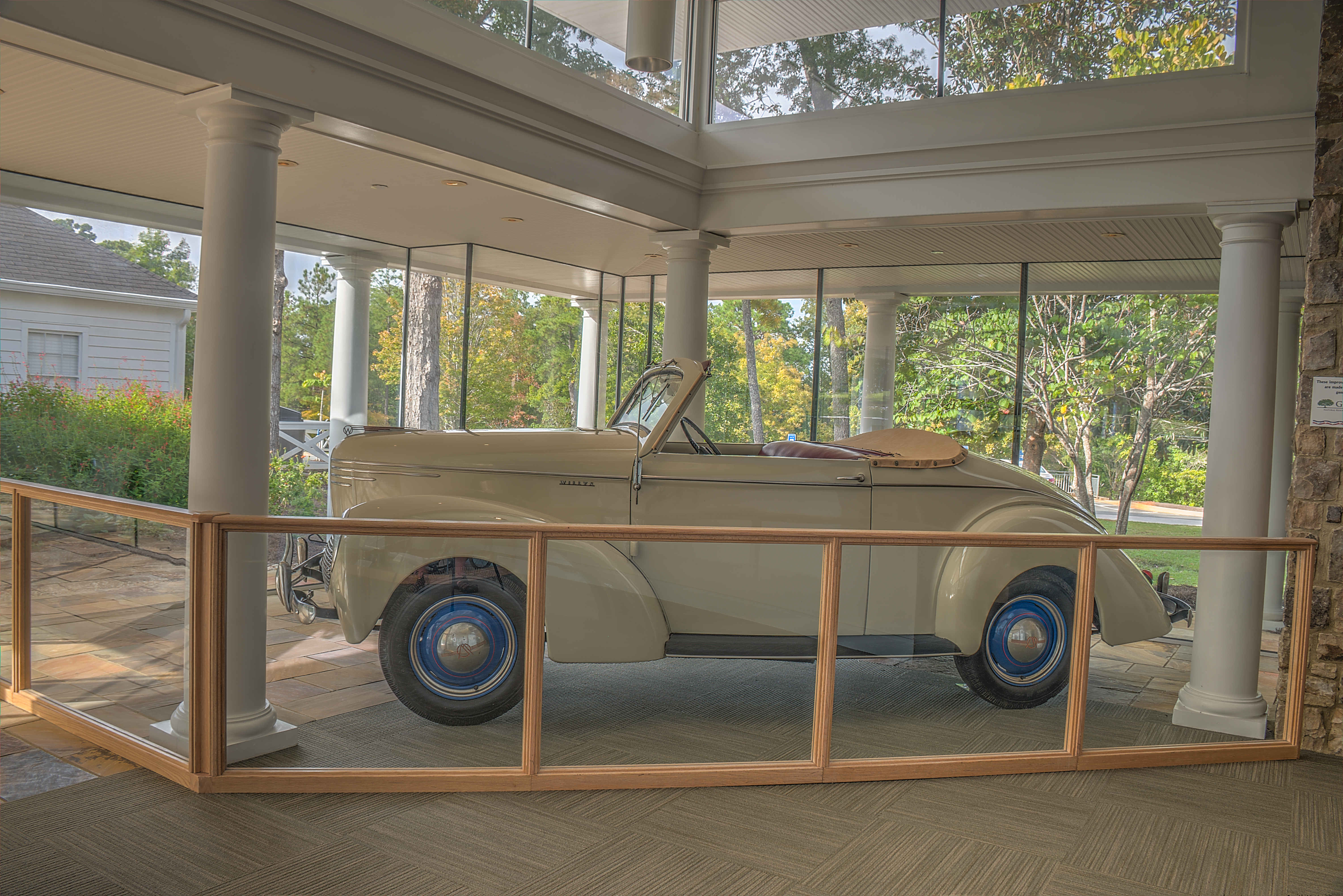
Родстер Willys 1940 года

### Бассейны Уорм-Спрингс

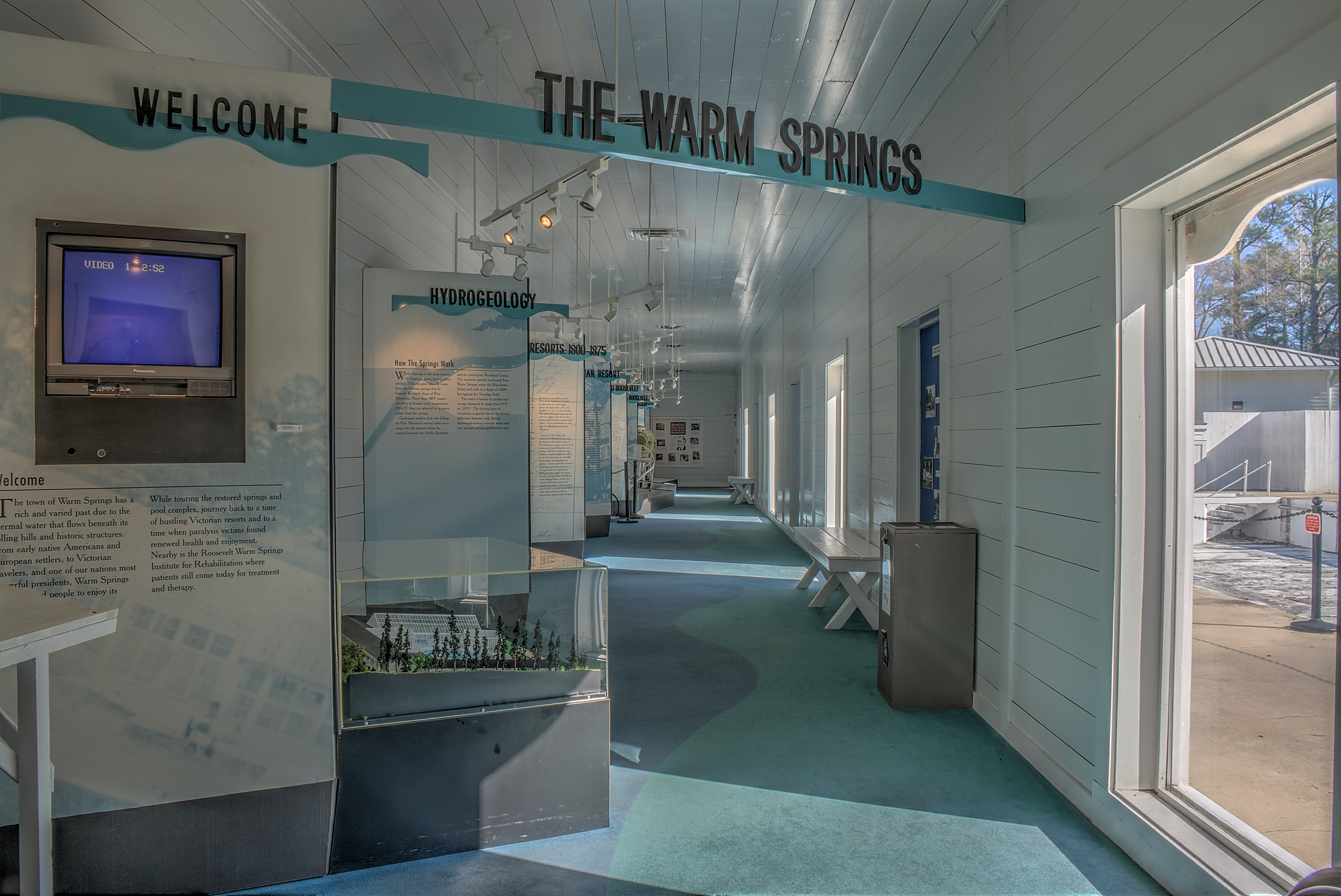
Исторический музей бассейнов
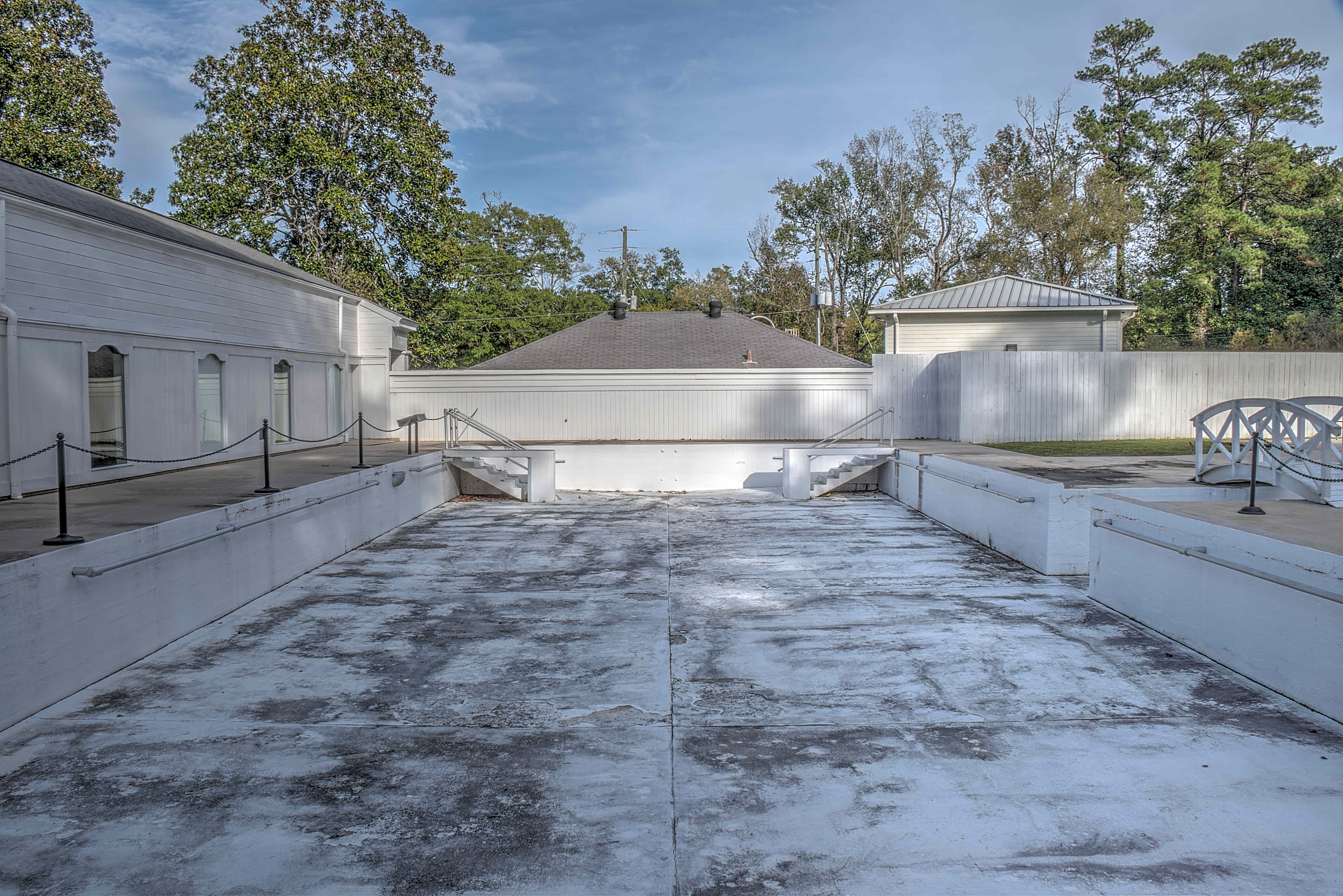
Бассейн Уорм-Спрингс
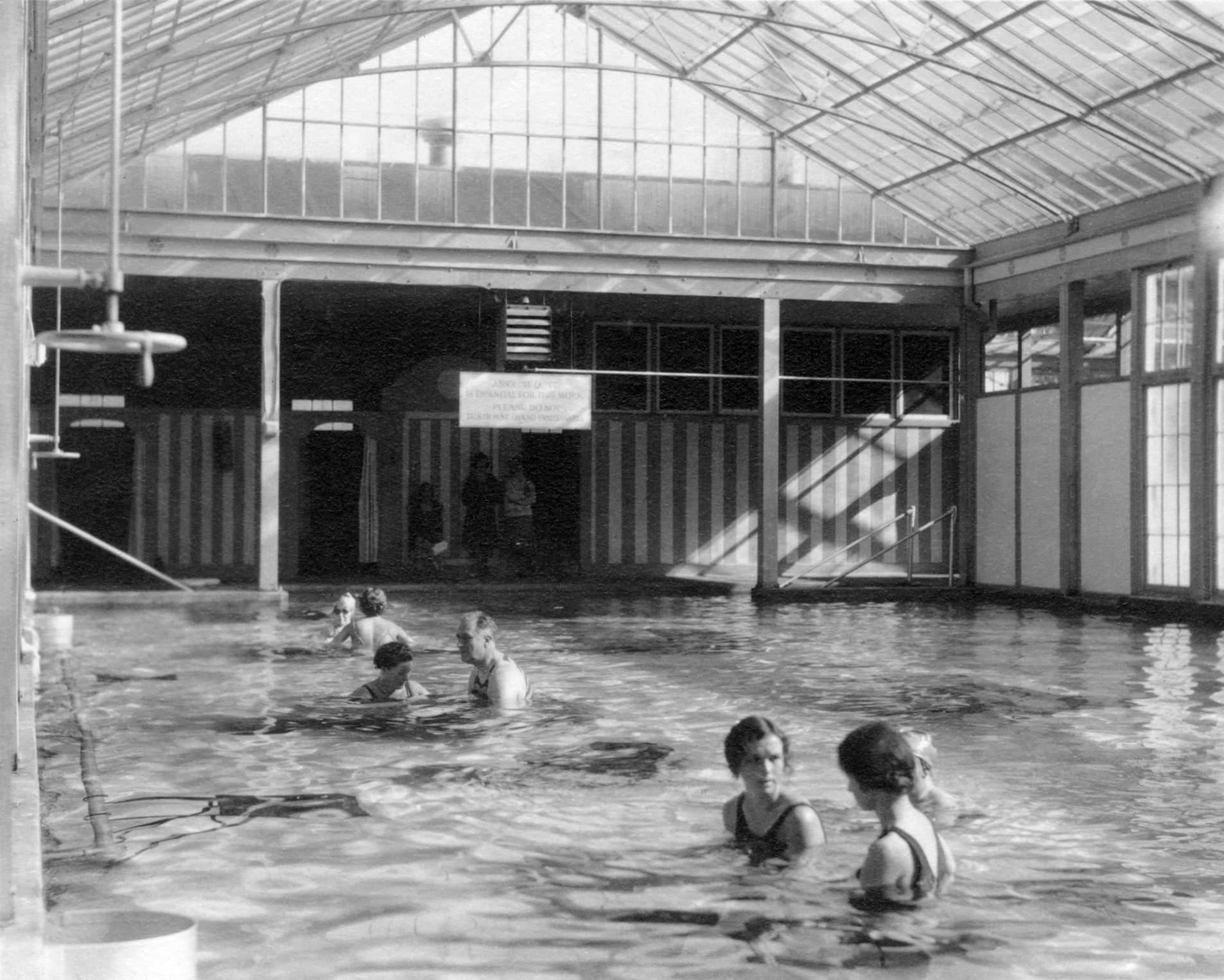
Рузвельт, во время физиотерапии в крытом бассейне в Уорм-Спрингс, штат Джорджия, 1928 г.